# 제시카 러브
제시카 러브(영어: Jessica Love)는 미국의 극장 배우, 작가, 일러스트레이터로 첫 번째로 집필한 어린이용 그림책 인어를 믿나요?로 유명하다. 이 책은 비평가들에게 많은 찬사를 받았으며 스톤월 북 어워드와 클라우스 플러게 상 등을 수상하게 된다. 2019년, 그녀는 새로운 그림책 Julián at the Wedding 을 2020년 8월 발간할 예정이라고 밝혔다.
책을 출판하기 전에 러브는 뉴욕에서 13년간 배우로 일했으며, 그 중 5년은 인어를 믿나요?의 삽화를 그리고 출판사를 찾는 데 썼다.

## 책
- 인어를 믿나요? ISBN 978-0763690458
- Julián at the Wedding. ISBN 978-1536212389